# Kondenskraftverk
Kondenskraftverk är en typ av värmekraftverk som enbart producerar elektricitet och inte tar vara på spillvärme. Kärnkraftverk är med få undantag av denna typ.
Vatten hettas upp med ett bränsle till exempel kol, olja eller uran och ångan som bildas driver en ångturbin. Genom att kyla av ångan i en kondensor kyld med kylvatten istället för fjärrvärme som är varmare bildas en större tryckskillnad som optimerar elproduktionen jämfört med mottryckskraft. Kondensorn kyls i sin tur av havsvatten eller med kyltorn, ångan återgår till vätskefas och återcirkuleras till ångpannan. Produktionen kan sägas vara energiineffektiv, då spillvärmen vilket normalt motsvarar ca 55-75% kyls bort i stället för att till exempel användas till att producera fjärrvärme, som i ett kraftvärmeverk. Sådan kombinerad produktion med mottrycksturbin innebär visserligen en något lägre elproduktion, men fördubblar samtidigt utnyttjandegraden av bränslets energiinnehåll om avsättning finns för värmen.

## Miljöpåverkan
Den vanligaste formen av kondenskraftverk är i Sverige kärnkraft men även fossil och biobränslebaserad el produceras.
Största nackdelen med kondenskraft är lågt nyttjande av bränslets energiinnehåll. Ett effektivare utnyttjande av ett bränsle leder generellt till lägre bränsleförbrukning vilket innebär mindre utsläpp till luft i form av rökgaser. Av den anledningen ses mottryckskraft och fjärrvärme som en mer hållbar lösning än kondenskraft och elvärme. El är en mycket högvärdig och praktisk energibärare. Spillvärmens värde, exergin, beror på dess kvalitet som sjunker snabbt med temperaturen. Spillvärmen är inte lika transportabel som elen och kräver närbelägna stora värme- eller kylaförbrukare med utbyggda lokala nät. 

### Förutsättningar i Sverige
Förutsättningarna för kärn- respektive fossila bränslen har ändrats etappvis sedan Närförläggningsutredningens tid och nu (2000-tal) är det de klimatpåverkande gaserna som ligger i vågskålen för Kommissionen för att bryta oljeberoendet i Sverige till år 2020 och De 16 nationella miljömålen.